# Frosinone
Frosinone ist die Hauptstadt der italienischen Provinz Frosinone in der Region Latium mit 43.305 Einwohnern (Stand 31. Dezember 2023). Sie ist Sitz des Bistums Frosinone-Veroli-Ferentino.

## Geographie

Lage von Frosinone in der Provinz Frosinone

Frosinone liegt 86 km südöstlich von Rom, 142 km nordwestlich von Neapel und 54 km nordwestlich von Cassino.
Die Altstadt von Frosinone liegt auf einem Hügel über dem Tal des Sacco, zwischen den Monti Ernici im Norden und den Monti Lepini im Süden. Sie ist das Zentrum der traditionsreichen Landschaft der Ciociaria. In der Umgebung werden Rebstöcke und Olivenbäume kultiviert.
Das Gemeindegebiet erstreckt sich in einer Höhenlage von 137 m s.l.m. bis 316 m s.l.m.
Die Gemeinde liegt in der Erdbebenzone 2 (mittel gefährdet).
Frosinone besteht aus den drei Stadtteilen:
- Zentrum (Centro)
- Madonna della Neve, mit den Stadtvierteln nördlich der Via Casilina
- Frosinone Scalo, das die modernen Quartiere um den Bahnhof in der Ebene umfasst

Die Nachbargemeinden (im Uhrzeigersinn) sind Ferentino, Alatri, Veroli, Torrice, Arnara, Ceccano, Patrica und Supino.

## Geschichte
Frosinone war unter dem Namen Frusna eine der ältesten Städte der Volsker. Mit der endgültigen Unterwerfung dieses Volkes 338 v. Chr. wurde die Stadt Teil des Römischen Reiches. 306 v. Chr. wagte Frusino, wie es nun hieß, noch einen Aufstand gegen Rom, der mit der Plünderung der Stadt und der öffentlichen Köpfung der Anführer in Rom endete. In der Spätantike (6. Jahrhundert) kamen aus Frosinone zwei Päpste (Hormisdas und Silverius), heute die Stadtpatrone. In der Völkerwanderungszeit und im Mittelalter wurde die Stadt mehrfach zerstört, jedoch als wichtige Festung an der Via Latina immer wieder aufgebaut. Die letzte Plünderung geschah 1556 im Krieg Karls V. gegen Heinrich II. durch die Soldaten des Herzogs von Alba.
1927 wurde Frosinone die Hauptstadt der damals geschaffenen Provinz Frosinone. Im Zweiten Weltkrieg musste die Stadt nochmals schwere Zerstörungen hinnehmen, so dass Frosinone heute ein weitgehend modernes Stadtbild hat.

## Bevölkerungsentwicklung
| Jahr      | 1871   | 1881  | 1901   | 1921   | 1936   | 1951   | 1971   | 1991   | 2001   |
| --------- | ------ | ----- | ------ | ------ | ------ | ------ | ------ | ------ | ------ |
| Einwohner | 10.057 | 9.522 | 11.029 | 13.380 | 18.447 | 24.688 | 39.028 | 45.815 | 48.636 |

Quelle: ISTAT

## Politik
Nicola Ottaviani (PdL) wurde bei der Stichwahl am 20./21. Mai 2012 zum Bürgermeister gewählt. Er besiegte seinen Vorgänger Michele Marini (PD) mit 53,1 %. Ottavianis Mitte-rechts-Koalition stellt mit 20 von 32 Sitzen die Mehrheit im Gemeinderat.
Bürgermeister von Frosinone:
- 1995–1998: Paolo Fanelli (FI)
- 1998–2007: Domenico Marzi (DS)
- 2007–2012: Michele Marini (PD)
- 2012–0000: Nicola Ottaviani (PdL)

### Wappen
Auf rotem Schild ein aufrechter, rot bewehrter Löwe in natürlichen Farben. Darüber ein Band mit der Aufschrift Bellator Frusino (Kriegerisches Frosinone). Das Wappen, das seit dem 13. Jahrhundert nachgewiesen ist, geht auf die Familie Caetani zurück, die, nachdem sie Herzöge der Campagna wurden, ihr ursprüngliches Wappen (siehe Gaeta) änderte und einen silbernen Löwen verwendete. Die heutige Form des Wappens wurde der Stadt mit einem Dekret des Königs von Italien am 25. Januar 1943 verliehen.

### Partnerstädte
- Elmwood Park in Illinois, seit 1996
- Tecumseh in Ontario, seit 2009
- Nocera Umbra in Umbrien, seit 2009
- Ponza in Latium, seit 2010

Die Stadt gehört zur Vereinigung von Gemeinden, die sich für die Abschaffung der Todesstrafe einsetzen.

## Wirtschaft und Bildung
Die Stadt verfügt über eine Hubschrauber-, Textil-, Elektronik- und Lebensmittelindustrie. Internationale Firmen, die in Frosinone ansässig sind, sind unter anderem ABB, Agusta und Klopman International.
Frosinone beherbergt einige Institute der Universität Cassino.

## Verkehr
- Frosinone liegt mit der Ausfahrt Frosinone an der A1 Autostrada del Sole.
- Die Strada Statale 6 Via Casilina, die von Rom nach Capua führt durchquert die Stadt seit der Antike. Sie ist fast deckungsgleich mit der Via Latina, die im Mittelalter als Alternative zu Via Appia Bedeutung gewann und nach dem lateinischen Namen von Capua, Casilinum umbenannt wurde.
- Die Strada Statale 214 führt heute von der Autobahnausfahrt Ferentino als Umgehungsstraße in weitem Bogen um die Stadt nach Sora.
- Der Bahnhof von Frosinone liegt an der Bahnstrecke Roma–Cassino–Napoli, er ist außerdem Haltepunkt der Regionalbahn FL6 von Roma Termini nach Cassino.

Im Gemeindegebiet liegt ein Militärflugplatz, auf dem ein Hubschraubergeschwader der italienischen Luftwaffe stationiert ist. Es bildet Hubschrauberpiloten aller Teilstreitkräfte sowie von Polizei- und Zivilschutzbehörden aus.

## Sport
Der Fußballverein Frosinone Calcio spielte 2015/16, 2018/19 und wieder seit der Saison 2023/24 in der höchsten italienischen Liga, der Serie A.

## Söhne und Töchter der Stadt
- Hormisdas († 523), Papst
- Silverius († 537), Papst
- Carlo Ricciotti (1675–1756), Komponist
- Alessandro Dori (1702–1772), Architekt
- Giuseppe De Matthaeis (1777–1857), Arzt
- Ottavio Cagiano de Azevedo (1845–1927), Kurienkardinal der römisch-katholischen Kirche
- Armando Migliari (1887–1976), Schauspieler
- Anton Giulio Bragaglia (1890–1960), Künstler und Regisseur
- Arturo Bragaglia (1893–1962), Fotograf und Schauspieler
- Carlo Ludovico Bragaglia (1894–1998), Regisseur
- Nello Troggi (1912–1944), Radrennfahrer
- Dino Maiuri (1916–1984), Drehbuchautor und Filmregisseur
- Daniele Paris (1921–1989), Dirigent und Komponist
- Ernesto Gallina (1924–2002), Erzbischof und Diplomat
- Bruno Arcari (* 1942), Boxer
- Alfredo Pallone (* 1947), Politiker
- Stefano Reali (* 1957), Drehbuchautor und Filmregisseur
- Jim Boni (* 1963), Eishockeytrainer
- Maurizio Catenacci (* 1964), Eishockeyspieler
- Sven Paris (* 1980), Boxer, Olympiateilnehmer
- Brenda Spaziani (* 1984), Wasserspringerin
- Mirko Gori (* 1993), Fußballspieler